# 向陽山
向陽山（こうようざん）は、台湾中央山脈の南段に位置する山で、高雄市桃源区と台東県海端郷の境にある標高3,603mの山である。別称は紅葉山（もみじやま）。

## 概要
向陽山は関山嶺山と三叉山のほぼ中間の中央山脈に位置し、台湾百岳の中で16位だった。山の西南側に急に切り立った崖があり、地元では「向陽大崩壁」として知られる。崖の落差は約800m、幅は約3km。地質は黒色片岩および緑色片岩。